# Wólka Poturzyńska
Wólka Poturzyńska [pronunciación en polaco: /ˈvulka pɔtuˈʐɨɲska/] es un pueblo ubicado en el distrito administrativo de Gmina łhobyczów, dentro del Condado de Hrubieszów, Voivodato de Lublin, en Polonia oriental, cercano a la frontera con Ucrania. Se encuentra aproximadamente a 5 kilómetros al noroeste de Hacerłhobyczów, a 24 kilómetros al sur de Hrubieszów, y a 122 kilómetros al sureste de la capital regional Lublin.
El pueblo tiene una población de 20 habitantes.